# Lebak (Bringin)
Lebak is een bestuurslaag in het regentschap Semarang van de provincie Midden-Java, Indonesië. Lebak telt 1366 inwoners (volkstelling 2010).